# Trybliographa cubitalis
Trybliographa cubitalis är en stekelart som först beskrevs av Hartig 1841.  Trybliographa cubitalis ingår i släktet Trybliographa, och familjen glattsteklar. Arten är reproducerande i Sverige.